# Mercedes (Paraná)
Mercedes ist ein brasilianisches Munizip im Westen des Bundesstaats Paraná. Es hat 5.931 Einwohner (2022), die sich Mercedenser nennen. Seine Fläche beträgt 197 km². Es liegt 416 Meter über dem Meeresspiegel.

## Etymologie
Ersten Einwohnern zufolge soll der Name bei der Ankunft des Pioniers Pedro Dalprá, Inspektor der Colonizadora Maripá, entstanden sein, der am 11. November 1952 an der Kreuzung zweier Wege eine hölzerne Tafel mit der Aufschrift "Hier ist Mercedes" anbrachte und hier sein Haus baute.
Die am weitesten verbreitete Version unter den frühen Einwohnern ist jedoch, dass der Ursprung des Namens auf ein paraguayisches Mädchen namens Mercedes zurückzuführen ist. Die schöne junge Frau war die Tochter eines Holzfällers, der auch eine Bar mit einem Laden für das Nötigste besaß. Das Mädchen wurde bekannt, weil die LKW-Fahrer auf dem Weg von Guaíra nach Foz do Iguaçu hier für eine Ruhepause anhielten. Sie sagten: Lasst uns "bei Mercedes" anhalten. Einigen Berichten zufolge ist dies der Ursprung des Namens der heutigen Stadt.

## Geschichte

### Besiedlung
Die Gründung der kleinen Stadt Mercedes erfolgte durch die Empresa Colonizadora Rio Paraná S. A. - Maripá mit Sitz in Porto Alegre (RS), die sich 1946 in Toledo niederließ und begann, die so genannte Fazenda Britânia zu kolonisieren. Die Besiedlung des Gebietes wurde 1952 zusammen mit dem Dorf General Rondon (heute Marechal Cândido Rondon), die beide zum Munizip Toledo gehörten, intensiviert. Im Jahr 1960 wurde Marechal Cândido Rondon zum Munizip erhoben, zu dem auch Mercedes gehörte, das bei dieser Gelegenheit in die Kategorie Vila (Dorf) erhoben wurde.

### Erhebung zum Munizip
Mercedes wurde durch das Staatsgesetz Nr. 9370 vom 13. September 1990 aus Marechal Cândido Rondon ausgegliedert und in den Rang eines Munizips erhoben. Es wurde am 1. Januar 1993 als Munizip installiert.

## Geografie

### Fläche und Lage
Mercedes liegt auf dem Terceiro Planalto Paranaense (der Dritten oder Guarapuava-Hochebene von Paraná). Seine Fläche beträgt 197 km². Es liegt auf einer Höhe von 416 Metern.

### Vegetation
Das Biom von Mercedes ist Mata Atlântica.

### Klima
Das Klima ist gemäßigt warm. Es werden hohe Niederschlagsmengen verzeichnet (1625 mm pro Jahr). Im Jahresdurchschnitt liegt die Temperatur bei 22,7 °C. Die Klimaklassifikation nach Köppen und Geiger lautet Cfa.

### Gewässer
Mercedes liegt im Einzugsgebiet des Rio Paraná. Dessen Itaipú-Stausee begrenzt das Munizip im Westen. Der Arroio Guaçú mündet an der nördlichen Grenze zum Munizip Guaíra in den Paraná.

### Straßen
Mercedes liegt an der BR-163 zwischen Guaíra und Toledo. 

### Nachbarmunizipien
|                             | Guaíra und Terra Roxa                       |                         |
| Salto del Guairá (Paraguay) | Kompassrose, die auf Nachbargemeinden zeigt | Nova Santa Rosa         |
|                             |                                             | Marechal Cândido Rondon |

## Stadtverwaltung
Bürgermeister: Laerton Weber, DEM (2021–2024)
Vizebürgermeister: Alexandre Graunke, DEM (2021–2024)

## Demografie

### Bevölkerungsentwicklung
| Jahr | Einwohner | Stadt | Land |
| ---- | --------- | ----- | ---- |
| 2000 | 4.608     | 32 %  | 68 % |
| 2010 | 5.046     | 48 %  | 52 % |
| 2022 | 5.931     |       |      |

Quelle: IBGE, bis 2010: Volkszählungen und Volkszählung 2022

### Ethnische Zusammensetzung
| Gruppe * | 2000    | 2010    | wer sich als …                                                                   |
| --- | ------- | ------- | -------------------------------------------------------------------------------- |
| Weiße | 92,9 %  | 87,3 %  | weiß bezeichnet                                                                  |
| Schwarze | 1,6 %   | 1,1 %   | schwarz bezeichnet                                                               |
| Gelbe | 0,4 %   | 0,7 %   | von fernöstlicher Herkunft wie japanisch, chinesisch, koreanisch etc. bezeichnet |
| Braune | 5,0 %   | 11,0 %  | braun oder als Mischung aus mehreren Gruppen bezeichnet                          |
| Indigene | 0,1 %   | 0,0 %   | Ureinwohner oder Indio bezeichnet                                                |
| ohne Angabe | 0,0 %   | 0,0 %   |                                                                                  |
| Gesamt | 100,0 % | 100,0 % |                                                                                  |
| *) Das IBGE verwendet für Volkszählungen ausschließlich diese fünf Gruppen. Es verzichtet bewusst auf Erläuterungen. Die Zugehörigkeit wird vom Einwohner selbst festgelegt. |         |         |                                                                                  |

Quelle: IBGE (Stand: 1991, 2000 und 2010)

## Wirtschaft

### Landwirtschaft und Gewerbe
Die wirtschaftliche Grundlage bildet die Landwirtschaft mit dem Anbau von Sojabohnen, Weizen, Mais und Maniok sowie die Milchproduktion.  
Erwähnenswert sind die Industriezweige Milchprodukte, Maniokstärkeverarbeitung und Bekleidung.

### Abgaben des Kraftwerks Itaipú
Mercedes erhält vom Kraftwerk Itaipú für die Überflutung von knapp 10 % seiner Gemeindeflächen Ausgleichszahlungen (genannt Royalties). Im Jahr 2017 finanzierten sie 19 % des Muniziphaushalts. Im Zeitraum 1990 bis 2019 beliefen sie sich auf insgesamt 36,4 Mio. US-$.